# Trachymene ovalis
Trachymene ovalis är en flockblommig växtart som beskrevs av Dc. Trachymene ovalis ingår i släktet Trachymene och familjen flockblommiga växter. Inga underarter finns listade i Catalogue of Life.